# Exotica (Bananarama)
Exotica è l'ottavo album di studio del gruppo femminile britannico Bananarama, pubblicato nel 2001, soltanto in Francia.

## Descrizione
Il lavoro, realizzato per l'etichetta M6 Interactions e prodotto da Pascal Caubet, presenta un'alternanza di brani inediti e remake di successi storici della band, tra cui un'interessante versione Latin pop della Top 10 statunitense e britannica "Cruel Summer".
Dall'album sono stati estratti due soli singoli promo: il brano d'apertura, "If" (ritirato dal mercato poco prima o poco dopo l'uscita), e la cover di "Careless Whisper", il primo successo solista di George Michael (la scelta non è affatto casuale, visto il rapporto che, da quasi vent'anni, lega metà del duo femminile delle Bananarama, Keren Woodward, alla metà dell'ex duo maschile degli Wham!, Andrew Ridgeley, compagno storico di George Michael: "Careless Whisper", scritta da entrambi, viene all'epoca attribuita al solo George per motivi di marketing, ma compare sul secondo album degli Wham!, Make It Big, e Ridgeley vi suona la chitarra ritmica, per cui può considerarsi una canzone degli Wham! a tutti gli effetti, nonostante il ruolo musicalmente marginale svolto da Andy all'interno dell'ex duo).
L'ottavo long playing delle Bananarama non ha riscosso né il successo commerciale né ha ricevuto critiche positive, anzi, la versione di Careless Whisper realizzata da Sara e Keren è stata, a dir poco, letteralmente stroncata, giudicata come una delle loro peggiori performance in assoluto, se non addirittura la peggiore di tutta la loro lunga carriera, ma le pochissime copie di If che sono riuscite a raggiungere il mercato francese, prima del prematuro e definitivo ritiro del singolo, sono diventate invece uno degli articoli più rari e ricercati di sempre da fans e collezionisti di materiale realizzato dalle ragazze nel corso della loro storia musicale.

## Tracce
1. "If" (Caubet/Dallin/Woodward)
2. "Starz" (Dallin/Moran/Waller)
3. "What You Gonna Do" (Dallin/Waller)
4. "Cruel Summer" (Dallin/Fahey/Jolley/Swain/Woodward)
5. "Crazy" (Dallin/Hampartzyoumyan/Woodward)
6. "Boom" (Dallin/De Havilland/Waller)
7. "Robert DeNiro's Waiting" (Dallin/Fahey/Jolley/Swain/Woodward)
8. "Careless Whisper" (Michael/Ridgeley)
9. "Sleep" (Dallin/Statham/Waller/Woodward)
10. "I Heard a Rumour" (Dallin/Fahey/Woodward/Stock/Aitekn/Waterman)
11. "Got a Thing for You" (Caubet/Dallin/Waller/Woodward)
12. "Venus" (VanLeeuwen)